# نیکولای کوزنسوف (دوچرخه‌سوار)
نیکولای کوزنسوف (روسی: Николай Александрович Кузнецов؛ زادهٔ ۲۰ ژوئیهٔ ۱۹۷۳) دوچرخه‌سوار اهل روسیه است.
وی در مسابقات کشوری و بین‌المللی در مجموع برندهٔ ۱ مدال نقره شده‌است.